# 远东极北鲵
远东极北鲵（学名：Salamandrella tridactyla），一种分布于俄罗斯滨海边疆区、朝鲜及中国东北等地区的两栖动物，隶属于小鲵科极北鲵属。模式产地为俄罗斯海参崴。

## 分类变动
本种最初被视为极北鲵（Salamandrella keyserlingii）的变种。2005年有学者通过形态学比较，认为俄罗斯远东滨海边疆区的极北鲵分类群与极北鲵模式种的差别较大，应提升到种级水平。